# مود جورج
مود جورج (بالإنجليزية: Maude George)‏ هي ممثلة أمريكية، ولدت في 15 أغسطس 1888 بريفرسايد في الولايات المتحدة، وتوفيت في 10 أكتوبر 1963 في الولايات المتحدة.

## وصلات خارجية
- مود جورج على موقع IMDb (الإنجليزية)
- مود جورج على موقع ألو سيني (الفرنسية)
- مود جورج على موقع أول موفي (الإنجليزية)
- مود جورج على موقع قاعدة بيانات الأفلام السويدية (السويدية)
- مود جورج على موقع قاعدة بيانات الفيلم (الإنجليزية)
- مود جورج على موقع كينوبويسك (الروسية)